# Puszcza Sudecka
Puszcza Sudecka – dawny kompleks leśny na obszarze Sudetów i Przedgórza Sudeckiego o powierzchni ok. 2390 km².

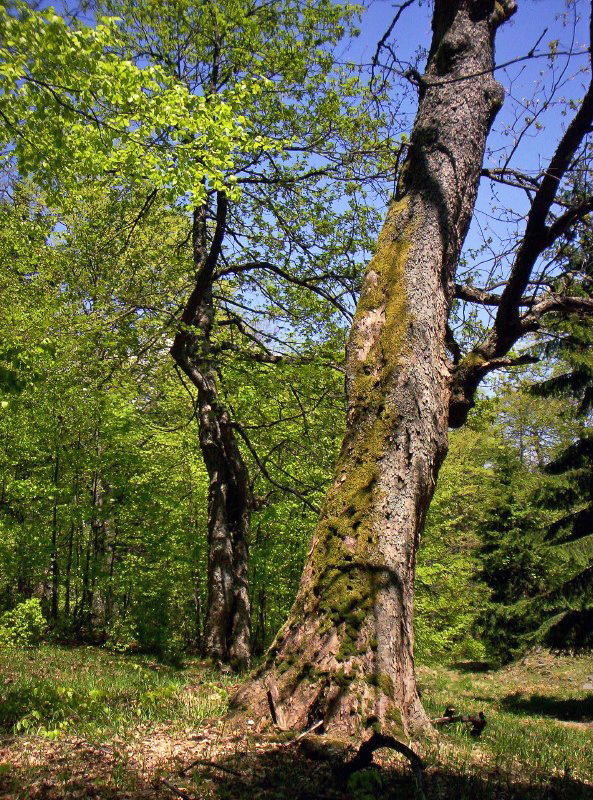
Puszcza Jaworowa – pozostałość Puszczy Sudeckiej w Górach Bialskich

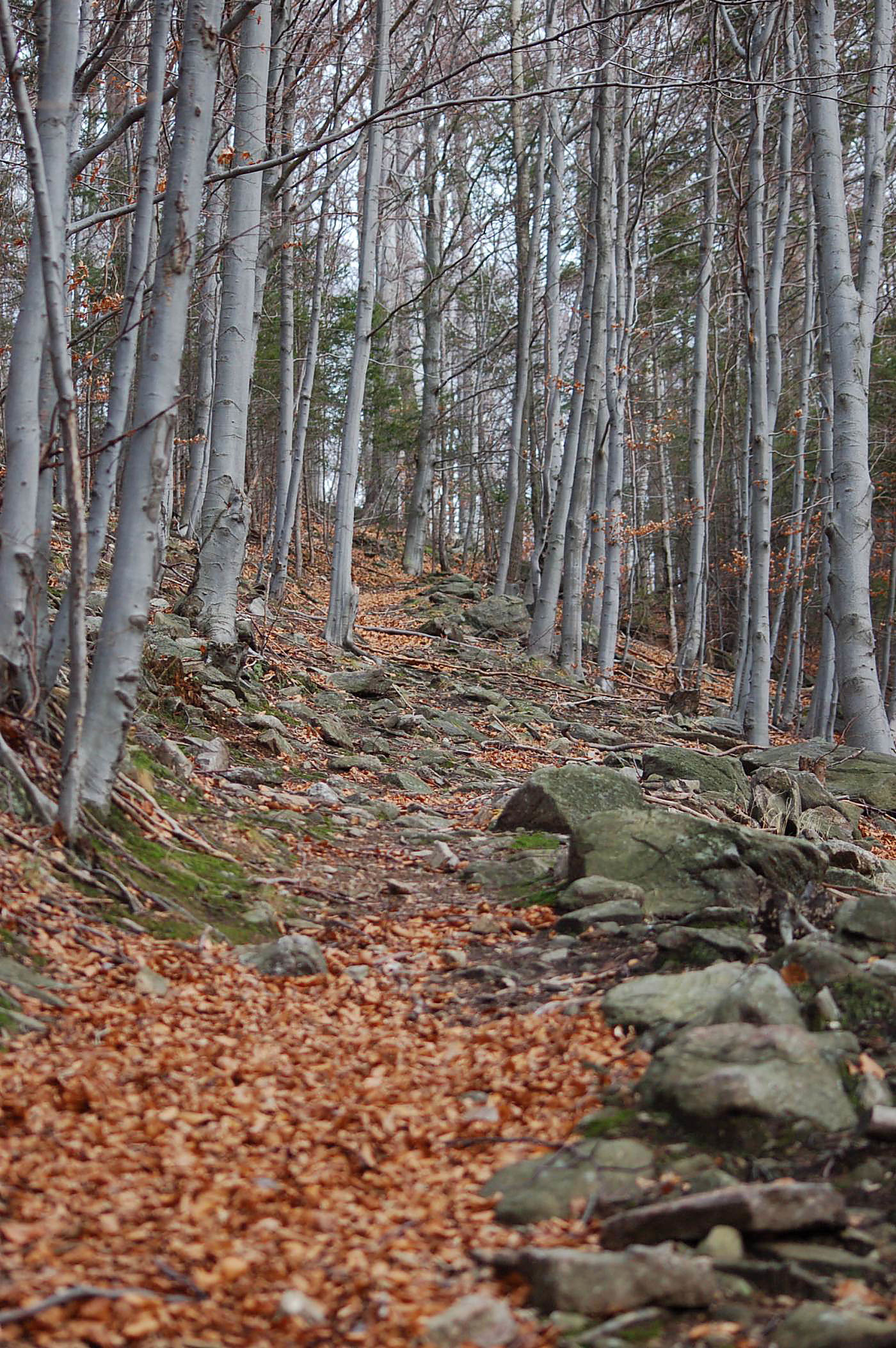
Las naturalny w Górach Sowich (okolice Przełęczy Jugowskiej)

Obecny drzewostan został niemal całkowicie sztucznie wprowadzony na miejsce pierwotnego (na obszarach drzewostanu pierwotnego ok. 90% drzewostanu wtórnego stanowi świerk).
Jeszcze dwieście lat temu obszar Sudetów porastała Puszcza Sudecka. Wycinano jodły, buki, świerki regla górnego, jawory, wiązy, graby i modrzewie. Na stanowiskach wyciętego lasu pierwotnego sadzono monokultury świerka, o złym pochodzeniu (z łagodniejszego klimatu) i na nieodpowiednich siedliskach. Nie wiedziano jeszcze wtedy, że jest to dla lasu szkodliwe. Szczątki pierwotnej Puszczy Sudeckiej zachowały się jeszcze w kilku rezerwatach przyrody utworzonych na obszarze dawnej puszczy.